# Herb Suwałk
Herb Suwałk – jeden z symboli miasta Suwałki w postaci herbu.

## Wygląd
Herb przedstawia w polu czerwonym:
- na trójwzgórzu zielonym typu włoskiego krzyż łaciński złoty, z nałożoną na dolne ramię koroną;
- z prawej strony herbowej postać św. Romualda stojącego na wprost, z nimbem złotym, z brodą srebrną, w kukulli, z prawicą unoszoną w geście błogosławieństwa, lewicą wspieraną na lasce;
- z lewej strony herbowej postać św. Rocha kroczącego w prawo, z nimbem złotym, z brodą i włosami srebrnymi, w tunice do kolan, przewiązanej sznurem, z pelerynką i kapturem, trzymającego prawicę na piersi, zaś lewicę wspierającego na długiej lasce podróżnej z tykwą, u jego stóp pies czarny kroczący w lewo, trzymający w pysku chleb[1].

## Symbolika

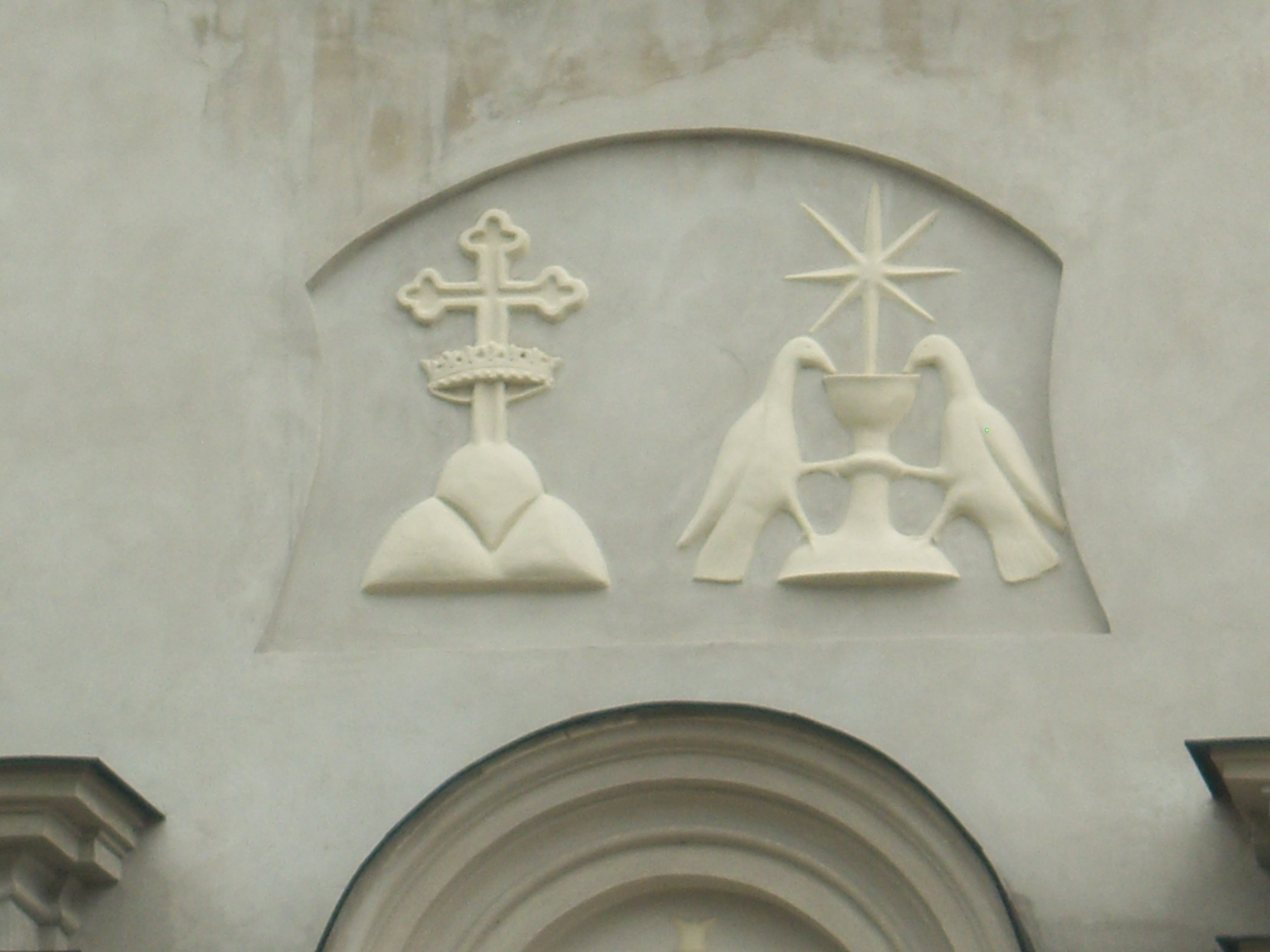
Dwa godła kamedulskie, Monte Corona i Camaldoli

Święty Romuald to założyciel zakonu kamedułów. Kameduli wigierscy byli fundatorami i właścicielami miasta. Święty Roch jest symbolem opiekuńczości i ochrania przed zarazami. Pies u jego nóg symbolizuje wiarę, wierność i posłuszeństwo. Trzy zielone góry z krzyżem i koroną nawiązują bezpośrednio do kamedułów, gdyż tak wygląda jedno z godeł tej kongregacji zakonnej (Monte Corona).

## Historia

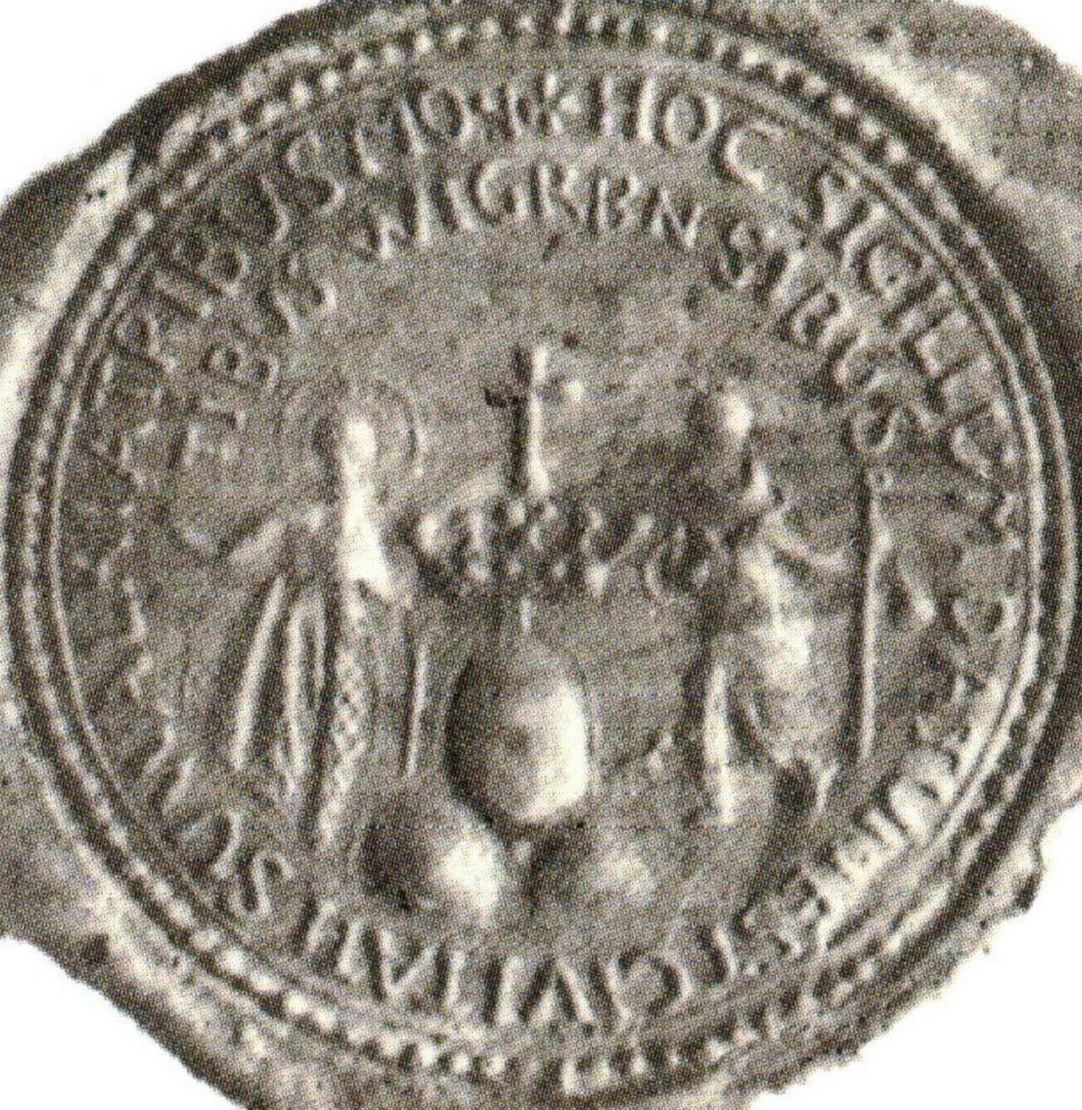
Pieczęć Suwałk z XVIII wieku

Herb Suwałk używany do 2022 roku, wzorowany na ilustracji z Miast polskich w tysiącleciu

Suwałkom została nadana pieczęć przywilejem lokacyjnym króla Augusta II 2 marca 1720 roku. W tekście przywileju napisano 
A że to miasteczko jest założone pod tytułem Świętego
Romualda i Świętego Rocha, tedy mają na znak protekcji używać na pieczęci miejskiej tych świętych przy trzech górach z krzyżem i z koroną.
Nadanie praw miejskich i pieczęci potwierdzono jeszcze w 1738 roku. Opisana tutaj kompozycja znalazła się na pieczęci miejskiej, znanej z odcisków na dwóch dokumentach: z 1761 roku, przechowywanym w archiwum petersburskim i z 1895 roku z Rosyjskiego Państwowego Archiwum Historycznego. Z biegiem lat oryginalna kompozycja uległa pewnemu zniekształceniu. W książce Miasta polskie w tysiącleciu w 1965 roku pojawiło się opracowanie herbu, gdzie znacznie zmodyfikowano wizerunek w stosunku do historycznego wzorca. Postacie świętych klęczały w modlitwie (na pieczęci stały), krzyż unosił się nad koroną (na pieczęci korona przechodziła przez dolne ramię krzyża), inaczej ukazany był pies. Najbardziej rzucającą się w oczy zmianą było dodanie podstawy, na której oparto kompozycję, którego to elementu pozbawiona była pieczęć. Do 2022 roku Suwałki posługiwały się przetworzonym cyfrowo wizerunkiem z Miast polskich w tysiącleciu. Wizerunek ten zakwestionowała Komisja Heraldyczna, zwracając uwagę na rozbieżności w stosunku do historycznego wzorca. Aktualna wersja herbu stanowi kompromis pomiędzy uwagami Komisji Heraldycznej, życzeniami władz miasta oraz zainteresowanych mieszkańców. Opracowali ją Kamil Wójcikowski i Robert Fidura. Przyjęta została Uchwałą XLIX/638/2022 Rady Miejskiej w Suwałkach z dnia 28 września 2022 r. w sprawie herbu Miasta Suwałk oraz określenia zasad jego używania.